# Something Just like This
"Something Just like This" é uma canção da dupla de DJs estadunidense The Chainsmokers e da banda britânica Coldplay. Foi composta por Andrew Taggart, Chris Martin, Guy Berryman, Will Champion e Jonny Buckland, enquanto a produção ficou a cargo da dupla em conjunto de Jordan "DJ Swivel" Young. O seu lançamento ocorreu em 22 de fevereiro de 2017, através das gravadoras Disruptor Records e Columbia Records. O tema serve também de 1º single do 13º EP da banda Coldplay, Kaleidoscope.

## Faixas
| Download digital |                            |         |  |
| N.º              | Título                     | Duração |  |
| 1.               | "Something Just like This" | 4:07    |  |

| Download digital – Remix Pack EP |                                                              |         |  |
| N.º                              | Título                                                       | Duração |  |
| 1.                               | "Something Just like This" (Alesso Remix)                    | 4:12    |  |
| 2.                               | "Something Just like This" (R3hab Remix)                     | 2:42    |  |
| 3.                               | "Something Just like This" (Dimitri Vegas & like Mike Remix) | 3:50    |  |
| 4.                               | "Something Just like This" (Don Diablo Remix)                | 3:50    |  |
| 5.                               | "Something Just like This" (Jai Wolf Remix)                  | 2:56    |  |
| 6.                               | "Something Just like This" (ARMNHMR Remix)                   | 3:44    |  |

| Download digital – Kaleidoscope EP |                                          |         |  |
| N.º                                | Título                                   | Duração |  |
| 1.                                 | "Something Just like This" (Tokyo Remix) | 4:33    |  |

## Créditos
Lista-se abaixo os profissionais envolvidos na elaboração de "Something Just like This", de acordo com o site TIDAL.
- Andrew Taggart: composição, produção
- Alex Pall: produção, produção executiva
- Chris Martin: composição, vocalista principal
- Guy Berryman: composição
- Will Champion: composição
- Jonny Buckland: composição
- Jordan "DJ Swivel" Young: produção, engenharia de mixagem
- Emily Lazar: engenharia de masterização de áudio
- Chris Allgood: assistente de engenharia
- Adam Alpert: produção executiva